# سیارک ۲۳۸۱۶
سیارک ۲۳۸۱۶ (به انگلیسی: 23816 Rohitkamat، نامگذاری:1998QF50) بیست و سه هزار و هشتصد و شانزدهمین سیارک کشف شده‌است که در ۱۷ اوت ۱۹۹۸ کشف شد.
قدر مطلق سیارک برابر ۱۶.۲ است.